# ロブ・ロイ/ロマンに生きた男
『ロブ・ロイ/ロマンに生きた男』（原題: Rob Roy）は、1995年4月7日に公開されたアメリカ映画である。ビデオ化された際には、『レジェンド・オブ・ヒーロー/ロブ・ロイ』という邦題でリリースされた。監督はマイケル・ケイトン＝ジョーンズ。この映画は17世紀後半から18世紀初頭にかけてスコットランドに実在したロバート・ロイ・マグレガーと、スコティッシュ・ハイランドでの彼の闘いについて描かれている。北アイルランド出身の俳優リーアム・ニーソンがロブ・ロイを演じた。その他の出演者はジェシカ・ラング、ジョン・ハート、ティム・ロスで、ティム・ロスはこの映画でアカデミー助演男優賞にノミネートされた。

## ストーリー
物語は、四季の変化に富んだ美しい、けれど生きていくのが困難なスコットランド・ハイランド地方を舞台にしている。この土地に住まう者達を束ねているロブ・ロイ（リーアム・ニーソン）はやがて訪れる厳しい冬を乗り越えられるように、とその土地を支配していたイギリス貴族から金を借り、その金で家畜を買って、ミルクを売った金で借金を返済しようと提案し、仲間達はそれに賛成した。冬の厳しいこの地方では毎年死者が出る事が当たり前で、何とかその事態を打開することに必死だった。
ロブの仲間の一人が金を借りに行くと、その土地を支配していた貴族が仲間に悪巧みを持ちかける。ロブの仲間は無事に金を借りるが、その帰路、人気の無い森の中で誰かに尾けられている事に気付く。狙いは借りた金だと気付いた彼は、馬を飛ばして何とか逃げようとするが、途中の道で樹と樹の間に張られていたロープに引っ掛かって落馬し、悪徳貴族に金を奪われた上、剣で命を奪われ、そばの湖に遺体を沈められた。
借りた金が入ってこないことからロブは貴族の館に出向くが、金を奪った張本人である貴族は、仲間は金を持ち逃げしたのだろうと言い、期限までに金を返せと迫る。やがて借金返済の期限が過ぎ、ロブは両手を縛られ、馬に引きずられながら悪徳貴族の館に連行された。更にその上、悪徳貴族は主が不在となったロブの家を朝もやに紛れて急襲し、留守を預かっていたロブの妻を辱め、そして家を焼く。貴族の館から辛うじて逃れたロブは、懇意の貴族に仲介を頼み、悪徳貴族と対決する。

## キャスト
※括弧内は日本語吹き替え
- ロバート・ロイ・マグレガー（ロブ・ロイ） - リーアム・ニーソン（菅生隆之）
- メアリー・マグレガー - ジェシカ・ラング（戸田恵子）
- モントローズ侯爵 - ジョン・ハート（納谷六朗）
- アーチボルト・カニンガム - ティム・ロス（堀内賢雄）
- アラン・マクドナルド - エリック・ストルツ（関俊彦）
- アーガイル侯爵 - アンドリュー・キア（大木民夫）
- キラーン - ブライアン・コックス（村松康雄）
- アラステア・マグレガー - ブライアン・マッカーディー（家中宏）
- ガスリー - ギルバート・マーティン（辻親八）
- ベティ - ヴィッキー・マッソン（渡辺美佐）
- グレゴール - ジェイソン・フレミング